# Copó de la Cerdanya
El Copó de la Cerdanya és un objecte d'orfebreria, de coure embotit, repussat, cisellat, daurat, amb aplicació d'esmalt camp llevat, de 13,1 x 15,2 x 14 cm, fet a Llemotges cap a 1195-1200 i provinent d'una església indeterminada de la Cerdanya, el qual es troba actualment al Museu Nacional d'Art de Catalunya.

## Context històric i artístic
Les exigències del culte i la litúrgia determinaven que en cada església hi hagués alguns objectes, com ara els copons, que podien assolir un cert luxe amb revestiments d'or, de plata o amb aplicacions de pedres precioses. Moltes obres, però, eren fetes amb metalls més assequibles com el coure daurat i decorat sovint amb esmalts. Llemotges, al centre de França, va ésser un dels llocs més importants en la producció de peces d'esmalt en època romànica i els seus objectes es podien trobar en molts llocs d'Europa. El procediment d'esmalt que es va anar imposant al romànic va ser el camp llevat (champlevé en francès), que consisteix a dipositar la pasta de vidre acolorida en cavitats gravades, d'uns pocs mil·límetres de gruix, en la superfície de la làmina de metall.
Fou adquirit pel Museu l'any 1918 a l'antiquari Amadeu Sales.

## Descripció
El Copó de la Cerdanya és una peça de qualitat, exemple de l'abast de les tendències renovadores del 1200 i una de les mostres més antigues de l'arribada de productes de Llemotges a Catalunya. Tot i que es conserva incomplet, és una de les millors peces d'orfebreria romànica del MNAC i el seu aspecte més destacat és la decoració amb figures de mig cos organitzades en parelles en una xarxa de rombes i triangles curvilinis. Tant aquesta com la decoració del seu interior el fan molt proper al Copó Alpais, que es conserva al Museu del Louvre de París. Les similituds entre totes dues obres no són pas determinants del tot: mentre que en el Copó Alpais les parts esmaltades ocupen el fons i les figures queden en reserva, en el Copó de la Cerdanya l'aplicació de l'esmalt és a la inversa (figures i motius ornamentals esmaltats; fons en reserva), amb un resultat menys espectacular però de més elegància cromàtica. La copa, amb tapa, ha perdut el peu, possiblement cònic, i el coronament,el qual podria tindre forma cilíndrica.